# أحمد رمضان
أحمد رمضان عبده محمد (23 مايو 1997 بمصر - ) الشهير بـ أحمد رمضان بيكهام هو لاعب كرة قدم مصري في مركز الظهير الأيمن.

## وصلات خارجية
- أحمد رمضان على موقع قاعدة بيانات كرة القدم.إي يو (الإنجليزية)
- أحمد رمضان على موقع Soccerway.com (الإنجليزية)
- أحمد رمضان على موقع عالم كرة القدم.نت (الإنجليزية)
- أحمد رمضان على موقع أوليمبيديا (الإنجليزية)